# 悪い仲間 (ステーンの絵画)
『悪い仲間』（わるいなかま、仏: La Mauvaise compagnie、英: Bad company）は、17世紀オランダ黄金時代の画家ヤン・ステーンが板上に油彩で制作した絵画である。ステーンがハールレムに2度目の滞在をし、最も多くの作品を描いた1665-1670年ごろに描かれた。作品は1881年以来、パリのルーヴル美術館に所蔵されている。

## 作品
ステーンは画家であっただけでなく、酒場も所有していた。そこで彼は副収入を得たばかりでなく、客の行動や特徴を観察して、様々な人物像を自身の絵画に用いた。
この作品は、父親から早く財産を相続した息子が放蕩の限りを尽くし、娼婦に財産を使い果たすという放蕩息子のたとえ話  (「ルカによる福音書」15:11-32) を参照している。画面前景に描かれた若者は娼婦の膝の上で酔いつぶれており、パイプを床に落としたことに気づいていない。床の上には、彼が性欲を高めるために食べた牡蠣の殻、トランプのカード、ひっくり返った帽子、壊れたグラスも散乱しており、把手のついたワインのピッチャーも置かれている。
若者が眠っている隙に、もう1人の娼婦が彼の高価な銀の懐中時計を売春斡旋人に渡している。娼婦の宿で酔った若者が盗難に遭うというのは、北方の絵画によく登場するテーマである。尖った鼻で杖を持つ斡旋人は、まるで魔女のように見える。左側の後景にいるヴァイオリン奏者がこの光景を薄ら笑いを浮かべつつ眺めているが、彼の奏でる音楽は娼婦と呼応し、官能の悦楽をほのめかす。その隣の男は無頓着な顔でパイプをふかしつつ、その視線で鑑賞者を誘導し、警告の証人となることを求めている。
画面には、タバコ、軽音楽、アルコール、カード遊びといった罪深い生活のすべてが描かれている。こうした生活は人々を不幸にさせ、盗難のようにさらなる不幸につながっていくのである。